# Активна безпека
Акти́вна безпе́ка (англ. active safety) — сукупність конструктивних якостей транспортного засобу та дороги, що дає змогу шляхом активних дій учасників дорожнього руху запобігти дорожньо-транспортній пригоді чи знизити тяжкість її можливих наслідків.
Основним призначенням систем активної безпеки автомобіля є запобігання виникненню аварійної ситуації.

## Структура
Найбільш відомими та популярними системами активної безпеки є:
- антиблокувальна система гальм;
- антибуксувальна система;
- електронний контроль стійкості;
- система розподілення гальмівної сили;
- система екстреного гальмування;
- електронне блокування диференціала.

Є також допоміжні системи активної безпеки (асистенти), призначені для допомоги водієві у важких з точки зору водіння ситуаціях. До таких систем відносяться:
- паркувальний радар;
- гальмівний асистент;
- адаптивний круїз-контроль;
- система допомоги при спуску;
- електромеханічне стоянкове гальмо тощо.